# Marie-Gabriel-Florent-Auguste de Choiseul-Gouffier

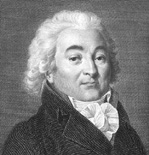
Choiseul-Gouffier

Marie-Gabriel-Florent-Auguste de Choiseul-Gouffier (* 27. September 1752 in Paris; † 20. Juni 1817 in Aachen) war ein französischer Diplomat und Althistoriker.

## Biographie
Während seines Studiums am Collège d’Harcourt begeisterte sich Choiseul-Gouffier besonders für die Antike und lernte dort Charles-Maurice de Talleyrand (1754–1834) kennen, dessen enger Freund er zeitlebens blieb. Bei seinem Onkel, dem ehemaligen Kriegs-, Flotten- und Außenminister Étienne-François de Choiseul (1719–1785), begegnete er zudem früh Jean-Jacques Barthélemy (1716–1795), dem Autor des bekannten Buches Voyage d’Anarcharsis.
Im Jahre 1776 nahm Choiseul-Gouffier mit einigen Malern und Architekten an einer Expedition des Astronomen Joseph Bernard de Chabert (1724–1805) nach Griechenland teil. An Bord der Atalante bereiste die Gruppe die Peloponnes, die Kykladen sowie einige Inseln der Ägäis und Kleinasiens. Nach seiner Rückkehr veröffentlichte er einen Reisebericht unter dem Titel Voyage pittoresque de la Grèce, welcher zu einem großen kommerziellen Erfolg wurde.
Diese Veröffentlichung trieb seine intellektuelle und politische Karriere voran. Er wurde 1782 in die Académie des Inscriptions et Belles-Lettres (dt. Akademie der Inschriften und der schönen Künste) aufgenommen und im Jahr darauf auch in die Académie française. Zwischen 1784 und 1791 war Choiseul-Gouffier Botschafter Frankreichs an der Hohen Pforte im Osmanischen Reich, was ihm Gelegenheit gab, seine Entdeckungen in Griechenland weiterzuverfolgen. Während dieser Zeit ließ er durch eine Gruppe von Gelehrten, Vermessern und Zeichnern erstmals sorgfältig vermessene Karten der Troas erstellen, mit dem ausdrücklichen Ziel, die Vorstellung des Lesers von Homers Ilias zu unterstützen und ihm die Vergegenwärtigung der Ereignisse des Trojanischen Krieges in der realen Landschaft zu ermöglichen.
Die Französische Revolution änderte diese Umstände. Er widersetzte sich dem Konvent und weigerte sich, ebenfalls nach Frankreich zurückzukehren, aus Angst davor, hingerichtet zu werden. Daraufhin wurden seine Besitztümer in Frankreich beschlagnahmt und ein zweiter Botschafter entsandt, um Choiseul-Gouffier abzulösen. Er wanderte deshalb 1792 nach Russland aus, wo man ihn zum Direktor der Akademie der Künste und der kaiserlichen Bibliothek erhob. Bald verband ihn eine Freundschaft mit der Zarin Katharina II. (1729–1796), die ihm Ländereien im heutigen Litauen schenkte.
Erst nach der von Napoleon erklärten Amnestie für den ausgewanderten französischen Adel kehrte Choiseul-Gouffier 1802 nach Frankreich zurück. Obwohl Talleyrand erneut Kontakt zu ihm aufnahm und ihm eine Beschäftigung in der Regierung anbot, lehnte Choiseul-Gouffier dies ab. Gleichzeitig unterhielt er gute Kontakte zu König Ludwig XVIII. (1755–1824) in dessen englischem Exil. Er widmete sich seiner wissenschaftlichen Arbeit und veröffentlichte 1809 den zweiten Band zu seinen Voyage pittoresque de la Grèce. Außerdem baute er sich ein Anwesen, welches den Erechtheion nachahmte. 1810 wurde er zum auswärtigen Mitglied der Göttinger Akademie der Wissenschaften gewählt.
Nach der Rückkehr König Ludwigs XVIII. wurde Choiseul-Gouffier zum Pair von Frankreich und Innenminister ernannt. Da er bei seiner Auswanderung aus der Académie française ausgeschlossen worden war, wurde er 1816 erneut in sie aufgenommen. Doch bereits im Jahr darauf verstarb er. Erst im Jahre 1822 erschien der dritte Band der Voyage pittoresque de la Grèce.
Nachkommen Choiseul-Gouffiers lebten noch bis 1945 in Litauen. Sie wurden danach allerdings durch das kommunistische Regime verfolgt und waren zur Auswanderung in die Schweiz gezwungen. Dort starben die letzten Nachkommen im Jahre 1949.

## Werke
In Voyage pittoresque de la Grèce (1806) beschrieb Choiseul-Gouffier nicht nur die bekannten Bauten und Denkmäler. Er zeichnete auch ein Bild des modernen Griechenlands, das durch die osmanische Herrschaft zerrüttet worden, doch nun dabei sei, wieder aufzuerstehen. Diese romantische Vision war unter den Autoren des beginnenden 19. Jahrhunderts weit verbreitet und veranlasste später viele Intellektuelle, sich am Griechischen Unabhängigkeitskrieg (1821–1829) zu beteiligen. Durch das Werk Choiseul-Gouffiers wurden jedoch auch bis dahin eher unbekanntere Regionen Griechenlandes, wie die Kykladen, erstmals untersucht. Ein von ihm protegierter Maler, Lancelot Théodore Turpin de Crissé (1782–1859), illustrierte für ihn den zweiten Band des Werkes mit zahlreichen Gravuren.
In den Memoiren Choiseul-Gouffiers fanden sich auch einige kleinere Arbeiten, wie eine Dissertation sur Homère, ein Mémoire sur l’hippodrome d’Olympie sowie der Aufsatz Recherches sur l’origine du Bosphore de Thrace. Ferner hinterließ er bei seinem Tod dem Musée du Louvre eine umfangreiche Sammlung von Antiquitäten.
- Marie-Gabriel-Florent-Auguste de Choiseul-Gouffier: Voyage pittoresque de la Grèce. Band 1. Paris 1782 (Digitalisat auf Gallica).
- Marie-Gabriel-Florent-Auguste de Choiseul-Gouffier: Voyage pittoresque de la Grèce. Band 2. Paris 1809 (Digitalisat auf Gallica).
- Marie-Gabriel-Florent-Auguste de Choiseul-Gouffier: Voyage pittoresque de la Grèce. Band 2,2. Paris 1822 (Digitalisat auf Gallica).